# Левша
Левша́ (леворукий) — человек, предпочтительно пользующийся левой рукой, нежели правой.
Антоним к слову «левша» — «правша». Среди людей левши составляют примерно 15 %, то есть левшой является каждый седьмой. Человек, являющийся левшой, в основном, использует левую руку намного чаще, чем правую; левша преимущественно будет пользоваться левой рукой для личных нужд, приготовления еды и подобных дел. Рука, используемая для письма, не является точным показателем лево- или праворукости. Так, множество левшей пишут правой рукой, используя левую руку для выполнения большинства других задач (яркий пример тому — Чарли Чаплин, который даже на скрипке играл левой рукой, но при этом писал правой).
«Международный день левши» — праздник, отмечаемый ежегодно 13 августа.
Очень маленький процент от населения может одинаково хорошо использовать обе руки; человек с такой способностью является амбидекстром.

## Статистика

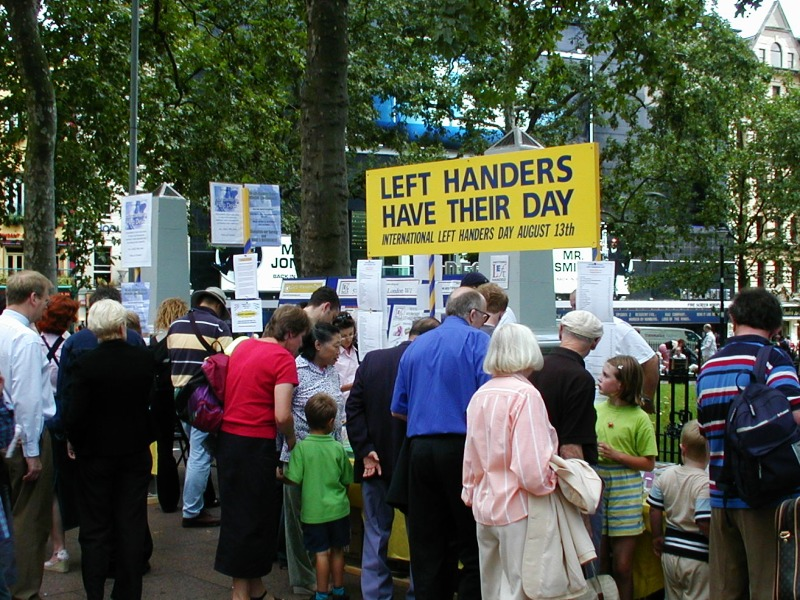
День левши, 13 августа 2002 года

В 1977 году приблизительно 8—15 % взрослого населения являлись левшами. Исследования указывают, что левшами чаще являются мужчины, чем женщины. Причины этого точно не установлены. В таких странах, как Швеция, Норвегия и Финляндия, где наименее выражено влияние гендерных стереотипов, в ряде регионов не отмечено преобладания мужчин среди левшей, но в тех странах, где существует чёткое разграничение гендерных ролей, количество женщин среди левшей значительно ниже.
Левши наиболее часто встречаются среди однояйцевых (монозиготных) близнецов, людей, имеющих сексуальные отклонения, и некоторых групп людей с неврологическими расстройствами, такими, как эпилепсия, синдром Дауна, аутизм, задержка умственного развития и дислексия. По статистике, однояйцевый близнец человека-левши имеет 76-процентный шанс на то, чтобы быть левшой, причины этого распознаются как частично генетические и частично экологические. Среди населения Южной Азии, Восточной Европы, Юго-Восточной Азии, Австралии встречается намного больше левшей, чем в других этнических группах во всём мире, в то время как среди населения Западной и Северной Европы, Африки — левшей встречается намного меньше. Южное полушарие более леворуко: это может быть вызвано и общественными причинами — левши как изгои «выдавливались» на обочину Старого света (но это лишь возможность и предположение, не подкреплённое доказательством). По статистике, сейчас на Земле проживает порядка 500 миллионов леворуких людей. Левши особенно ценятся в фехтовании, гандболе, футболе и настольном теннисе, а также в других видах спорта.

## Причины развития леворукости
- Человек может быть левшой из-за какого-либо повреждения головного мозга, чаще — его левого полушария. Деятельность правой руки, в основном, регулируется левым полушарием и поэтому в случае травмы (может быть родовой) или болезни соответствующие функции может взять на себя правое полушарие. Таким образом, левая рука становится ведущей, то есть более активной при выполнении бытовых действий, а впоследствии, чаще всего при письме.
- Тестостерон: Согласно одной из теорий, подвергание плода высоким дозам тестостерона до рождения может привести к рождению ребёнка-левши[18]. Это теория Гешвинда, названная в честь невропатолога Нормана Гешвинда, разработавшего её. Как полагает Гешвинд, тестостерон влияет на скорость пренатального роста полушарий развивающегося мозга и ответственен за возможные различия в строении мозга у мужчин и женщин. Высокое содержание тестостерона в период внутриутробного развития, по мнению Гешвинда, замедляет рост левого полушария у мужского плода, по сравнению с женским, и способствует относительно большему развитию правого полушария у лиц мужского пола. Если в левом полушарии развивающегося мозга замедляется процесс миграции нейронов к местам их окончательного размещения, а значит, и установление необходимых связей, то подобная задержка может приводить к леворукости, которая, будучи довольно редким явлением, всё же чаще встречается у мужчин. Гешвинд отмечает, что левши — обычно мужчины — более подвержены определённым заболеваниям иммунной системы, например, язвенным колитам. Тестостерон, как было показано, оказывает тормозящее влияние на развитие иммунной системы. Поскольку леворукость, иммунологические расстройства и сбои в обучении имеют тенденцию к семейному распространению, Гешвинд приходит к выводу, что некоторые генные комплексы, ответственные за иммунную реактивность, регулируют и уровень тестостерона, вследствие чего у отдельных индивидуумов наблюдается избыточная секреция этого гормона либо повышенная чувствительность к нему. Теория продолжает развиваться, для того, чтобы доказать связь более высокого уровня тестостерона и, как следствие, вытекающего из этого преобладания правого полушария с аутоиммунными расстройствами, такими, как дислексия и заикание. Дислексия встречается у мужчин в четыре раза чаще, чем у женщин и, возможно, связана с леворукостью[19].
- Теория ультразвука: популярная[где?] теория, касающаяся того, что обследования с применением ультразвука могут затронуть мозг будущих детей. Считается[кем?], что это может вызывать развитие леворукости. Данная теория базируется на нескольких исследованиях,[20][21] в которых изучалась данная проблема. В одном из них авторы утверждают, что «… мы нашли возможную связь между обычной ультрасонографией в утробе матери и последующим „не развитием“ преобладания правой руки у детей в начальной школе». Однако далее в той же самой статье авторы заявляют, что «данная зависимость… может являться случайной», и «результаты не могут являться существенными, так как исследования не имели достаточную статистическую выборку для того, чтобы сделать вывод о влиянии ультрасонографии на последующее развитие преобладающей руки у ребёнка». Теория имеет весьма ограниченное применение (только у человека и только в развитых странах в последние несколько десятилетий) и не может ничего объяснить и предсказывать. Кроме того, со времени двух единственных исследований, где делался, в качестве возможности, такой вывод (см. два предыдущих примечания), прошло около 25 лет, в течение которых никаких подтверждений или дополнительных аргументов не появилось — что, как правило, означает, что научное сообщество более не рассматривает гипотезу как заслуживающую внимания.
- Эволюционная теория асимметрии В. А. Геодакяна: праворукость и леворукость не патология, а нормальные, адаптивные фенотипы для стабильной и изменчивой среды, регулирующие поведенческую пластичность общества. У эмбриона преобладает более древнее биологическое правое полушарие, управляющее левой рукой. В наилучших условиях интенсивное развитие левого полушария приводит к тому, что рано или поздно оно обгоняет правое полушарие, и происходит полная транслокация доминантности полушарий и рук, то есть леворукость переходит в транс-праворукость (преобладание левого полушария правой руки). Экстремальные условия (экологический и психологический стресс матери) создают гипоксию, угнетающую более чувствительное левое полушарие эмбриона. Торможение развития левого полушария приводит к тому, что оно упускает лабильную фазу развития доминантности левой руки. При этом меняется только полушарность, но не рукость, и эмбрион становится цис-леворуким (преобладание левого полушария и левой руки). Гипотезу эмбриональной гипоксии подтверждает повышенный процент леворуких среди близнецов[22] и недоношенных детей,[23] который нельзя объяснить механическими повреждениями мозга в утробе матери или во время родов.
- Археологические данные говорят в пользу того, что после первоначально одинакового использования обеих рук (симметрия) произошла асимметрия в сторону предпочтения использования правой[источник не указан 2604 дня].
- В 2008 году появилось сообщение, что британские учёные якобы нашли «ген левшей», и этот ген LRRTM1 играет ключевую роль при формировании речи и эмоций[17][неавторитетный источник]. Но сообщение об этом не выходило за пределы популярных «научных» рубрик в развлекательных изданиях и не нашло отражения в академической или профессиональной научной прессе.

## Переучивание
На ранних этапах становления современного общества большое значение придавалось стандартизации и дисциплинированию. В рамках этого подхода все, что воспринималось как отклонение, должно было быть либо исправлено средствами усиленной муштры, либо изолировано от общества. Преобладание левой руки при манипуляциях рассматривалось как отклонение от нормы, и во многих странах левшей насильственно переучивали в детстве (как правило, это касалось, в первую очередь, обязательного использования правой руки при письме и пользовании столовыми приборами). Постепенно была осознана бесперспективность и вредность этого подхода и от переучивания стали отказываться.
В СССР переучивание леворуких детей в своё время носило массовый характер, и включало, в частности, более-менее регулярные «побудительные» публикации в детских журналах, где в рассказах и стихах леворукость подвергалась мягкой, обычно не оскорбительной, но настойчивой стигматизации (то есть подавалась как легко устранимый недостаток). Однако, как показал советский опыт, переучивание приводит к существенному ухудшению психического и физического здоровья леворуких. Это состояние получило название «декстрастресс» по А. П. Чуприкову. Декстрастресс — (от лат. dexter — правый) болезненное психофизиологическое напряжение, испытываемое леворуким человеком в условиях давления праворукой среды. В наиболее яркой форме «декстрастресс» проявляется при насильственном переучивании леворуких детей и запрете писать левой рукой. Следствием его является ухудшение здоровья ребёнка: появление различных невротических и неврозоподобных состояний (депрессия, страхи, ночной энурез, заикание и др.), обострение скрытых последствий перинатальной гипоксической энцефалопатии — вплоть до эпилепсии.
В 1985 году Министерством здравоохранения СССР, в 1986 году Министерством просвещения СССР были приняты официальные документы в защиту леворукого письма и охраны здоровья леворуких детей в СССР.

## Защита леворукости в настоящее время
Сегодня во всех странах СНГ стремятся соблюдать основные положения вышеуказанных документов и количество леворуких в населении существенно увеличилось (с 3—4 % до 8—12 %). Таким образом, население стран СНГ присоединилось к общемировому движению соблюдения прав леворуких.

## Общественное клеймо и преследование леворукости

### Дискриминация леворуких в разных странах и культурах
- Российский император Пётр Первый запретил левшам свидетельствовать в суде[30][неавторитетный источник].
- Как уже было сказано выше, переучивание леворуких в СССР носило массовый характер.

Кроме того, леворукость всячески порицалась и высмеивалась — например, в культуре.
Из стихотворения детской поэтессы Агнии Барто:

А Петя, увалень такой, нагнулся не спеша,
Швырнул снежок не той рукой. Смеются все: левша.
У Пети левая рука желает быть главней,
Он с ней не справится никак, никак не сладит с ней.
— Агния Барто. Вовка — добрая душа. Окончание
- В некоторых частях Китая взрослые всё ещё могут помнить такое «преступление», как нежелание быть правшой, которое в начальной и средней школе, а также в некоторых «приличных» семьях каралось с применением травмирующих средств.
- У африканского народа хохо[англ.] леворукость считается признаком «нечистости» и нечестности, поэтому нынешний король хохо Тогбе Нгорифия Кифа Коси Банса унаследовал трон в обход своего отца и старшего брата, которые оба были левшами[31].

### Названия, используемые для обозначения левшей

#### С отрицательными коннотациями
Существует много разговорных терминов, используемых для обращения к человеку-левше. Некоторые из них являются сленговыми или жаргонными словами, в то время как другие могут быть оскорбительными в определённом контексте. В английском языке в большинстве технических контекстов вместо слова «леворукий» (англ. left-handed) используется слово «левосторонний» (sinistral), а вместо слова «леворукость» (left-handedness) употребляется слово «левосторонность» (sinistrality). Данные технические термины происходят от лат. sinister — левый, леворукий, в переносном значении — зловещий (мрачный).
Некоторые левши сами считают себя угнетёнными (ущербными), даже на грани предрассудков. В истории можно найти весомые аргументы, подтверждающие это.
Во многих европейских языках слово «право» не только является синонимом правильности, но также употребляется как «власть» и «правосудие»: в немецком и нидерландском языках — recht (право, правовой, юридический), во французском — droit (прямо, право, правовой), в испанском — derecho (право, правовой); в большинстве славянских языков корень «прав» используется в словах, несущих значения правильности и правосудия. Исторически сложилось, что быть правшой также означает «быть квалифицированным, умелым, ловким»: латинское слово «dexter» («правый») обозначает правшу как ловкого; испанский термин «diestro» имеет два значения: «правша» и «квалифицированный». На ирландском языке «deas» означает «правильную сторону» и «хороший», а слово «ciotóg», левая рука, связано со словом «ciotach», «неуклюжий, неловкий, неудобный».
Английское слово «sinister» («зловещий») происходит от латинского «sinister, -tra, -trum». Оно первоначально означало «левый, левосторонний», а затем, в Классическом латинском веке, приняло смысл «зло, злой» и «неудачный, несчастливый». В то же время слово «sinister» («зловещий») происходит от латинского слова «sinus», означающего «карман»: традиционная римская тога имела только один карман, предназначенный для правшей и для удобства пользования расположенный на левой стороне. Современное итальянское слово «sinistra» имеет два значения: зловещий и левый. Испанское «siniestra» также имеет два значения, хотя его значение «левый» используется редко — для этого обычно применяется баскское слово «izquierda» (на баскском — esker). Немецкое слово «links» обозначает «слева», прилагательное «link» имеет значение «хитро, лукаво, украдкой, окольным путём», а глагол «linken» — «обманывать».
Левша должен был быть не только неудачником, а также неуклюжим и неловким, что показывают французское «gauche» (левый, неловкий), немецкое «links» (слева) и «linkisch» (неуклюжий). Голландское выражение «twee linkerhanden hebben» («иметь две левых руки») означает «быть неуклюжим». Поскольку все данные слова являются очень старыми, они подтверждают теории, указывающие, что господство праворуких является чрезвычайно древним явлением. На португальском языке самое обычное слово, обозначающее человека-левшу, «canhoto», когда-то использовалось для обозначения дьявола, а «canhestro» — слово, обозначающее «неуклюжий».
В древнем Китае левая сторона являлась «плохой». Прилагательное «левый» (кит. упр. 左, пиньинь zuǒ, палл. цзо), означает «неподходящий» или «не имеющий согласия (не согласный)». Например, выражение «левая дорога (тропинка)» (кит. упр. 左道, пиньинь zuǒdao, палл. цзодао) означает незаконные или безнравственные пути (средства).
По-норвежски выражение «venstrehåndsarbeid» (левая работа) означает «что-то, сделанное неудовлетворительным способом», а одно из норвежских слов, обозначающих левшей, «keivhendt», происходит от норвежских слов, означающих «неправильная рука».
Венгерское слово «balfácán» означает упрёк (кретин) («bal» означает левый, «fácán» — фазан). Другие синонимы — «balfék» и «balek». Однако все они — эвфемистические версии первоначального вульгарного слова «balfasz», соединившего в себе «bal» — левый и вульгарное название мужских гениталий «fasz».
Даже слово «ambidexterity» («расторопность») отражает предубеждение, подразумевает «квалификацию с обеих сторон». Однако оно содержит латинский корень «dexter», означающий «право, правый», что отражает смысл «быть правым с двух (обеих) сторон». Это утверждение также очевидно в менее известном антониме «ambisinistrous», означающем «неуклюжий с обеих сторон» и происходящем от латинского корня «sinister» (зловещий).
В русском языке слово «левый» на жаргоне может применяться в значении «незаконный».
Например, выражение «левачить, продавать налево» означает незаконно использовать рабочее время, орудия или продукты общественного труда для личной наживы, продавать товар/услугу с нарушением хозяйственного законодательства (чаще всего — налогового, лицензионного, таможенного). Под словосочетанием «левый товар» могут подразумеваться товары контрафактные и контрабандные, товары продаваемые без уплаты соответствующего налога (например, акциза). Выражение «левый пассажир» означает безбилетника и т. д. «Ходить налево» означает не соблюдать супружескую верность или заниматься чем-то противоестественным. В последние десятилетия (конец ХХ — начало ХХI века) стало нормативным выражение «левый человек», «левая личность», в значении «посторонний, случайно затесавшийся».

#### С положительными коннотациями

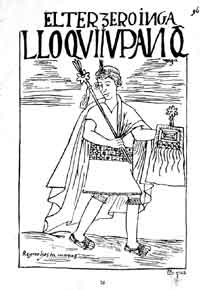
Льоке Юпанки, третий Сапа Инка, чьё имя означает «Прославленный левша». Рис. Фелипе Гуаман Пома де Айяла

В то же время у инков левши назывались (и сейчас называются среди индейских народов Анд) словом «льоке» (кечуа lluq'i), которое имеет положительное значение. У народов Анд считается, что левши обладают особыми духовными способностями, в том числе к магии и целительству. Третий Сапа Инка — Льоке Юпанки — был левшой, его имя в переводе с кечуа значит «прославленный левша».

#### Левша «Southpaw» в английском языке
В английском языке в спорте левшей часто называют «Southpaw» (досл. «южная лапа», англ.) Принято считать, что данный термин появился в Соединённых Штатах, в игре бейсбол. Бейсбольные поля обычно проектируются таким образом, что отбивающий стоит лицом на восток, чтобы полуденное или вечернее солнце не светило ему в глаза. Это означает, что питчеры-левши бросают своей «южной» рукой. Первое использование термина «southpaw» приписывается Финли Питеру Данну (Finley Peter Dunne). Однако, Оксфордский словарь английского языка вносит в список не-бейсбольную цитату «южная лапа», означающую удар левой рукой, уже в 1848 году, спустя только три года после первой организованной игры в бейсбол.
Вообще левши, как правило, имеют преимущество при игре в бейсбол.
В английском языке в боксе спортсмены, боксирующие левой рукой (левши), часто упоминается как «southpaw». Термин также используется для описания стойки, когда боксёр размещает правую ногу впереди левой (правосторонняя стойка, когда левая рука и нога находятся сзади). Этим словом может обозначаться боксёр-правша, боксирующий в правосторонней (англ. southpaw) стойке. Большинство боксёров, левшей или правшей, обычно тренируются со спарринг-партнёрами, использующими традиционную левостороннюю стойку (правая ударная рука находится сзади), что в будущем даёт левшам преимущество.

### «Неподходящие» орудия труда

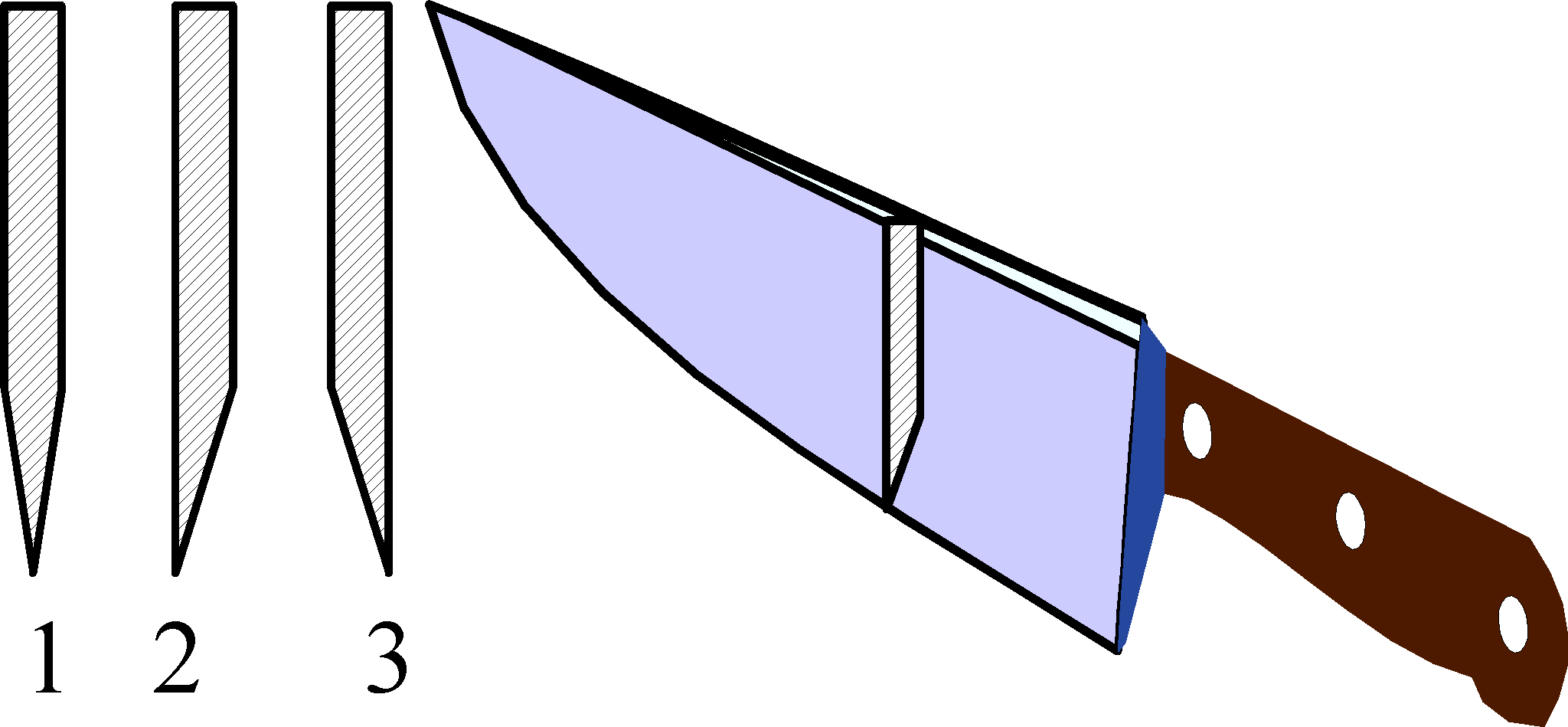
Кухонные ножи
(1) симметричный,
(2) предназначенный для правой руки,
(3) предназначенный для левой руки

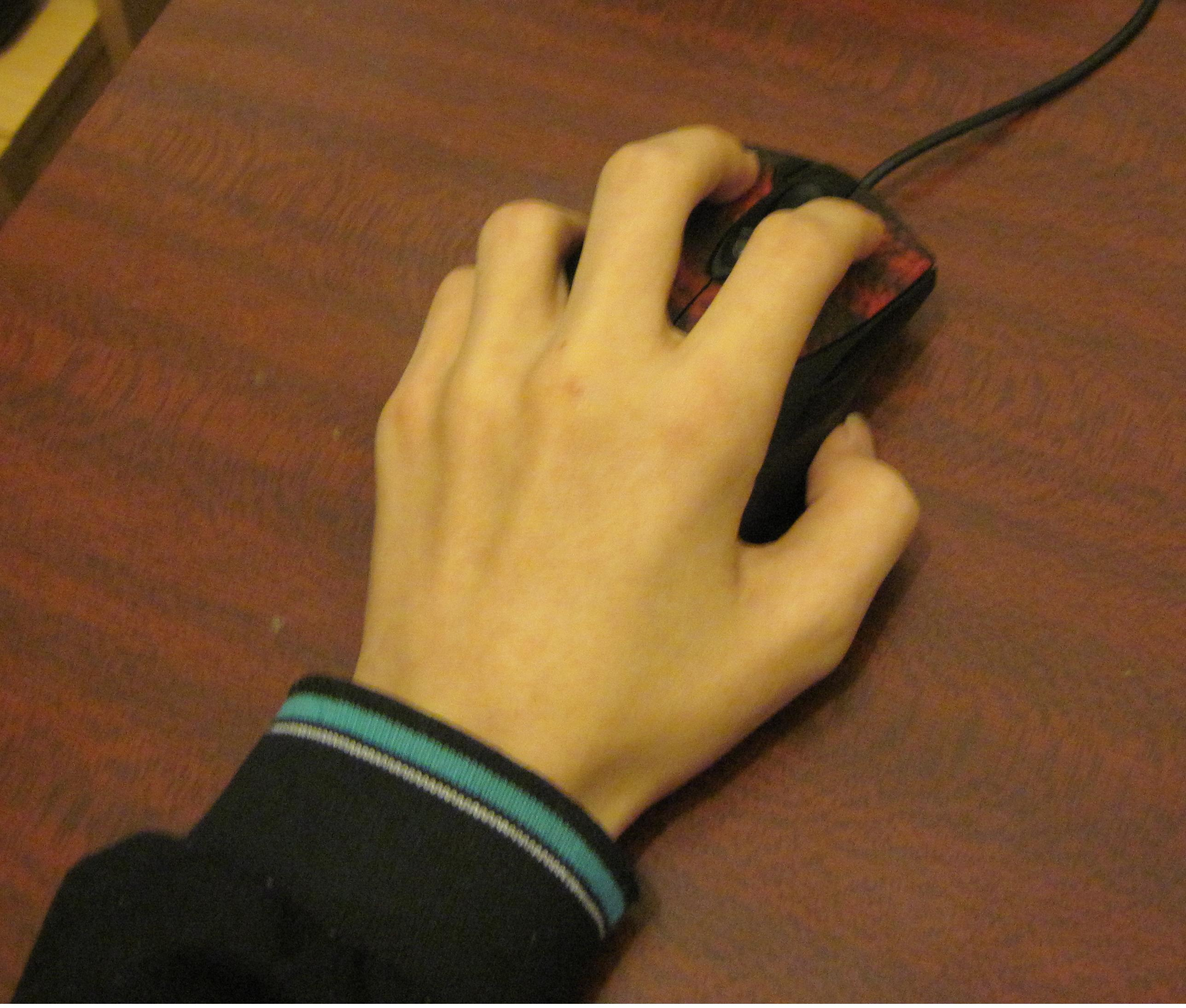
Левша держит мышь, «заточенную» для использования правой рукой

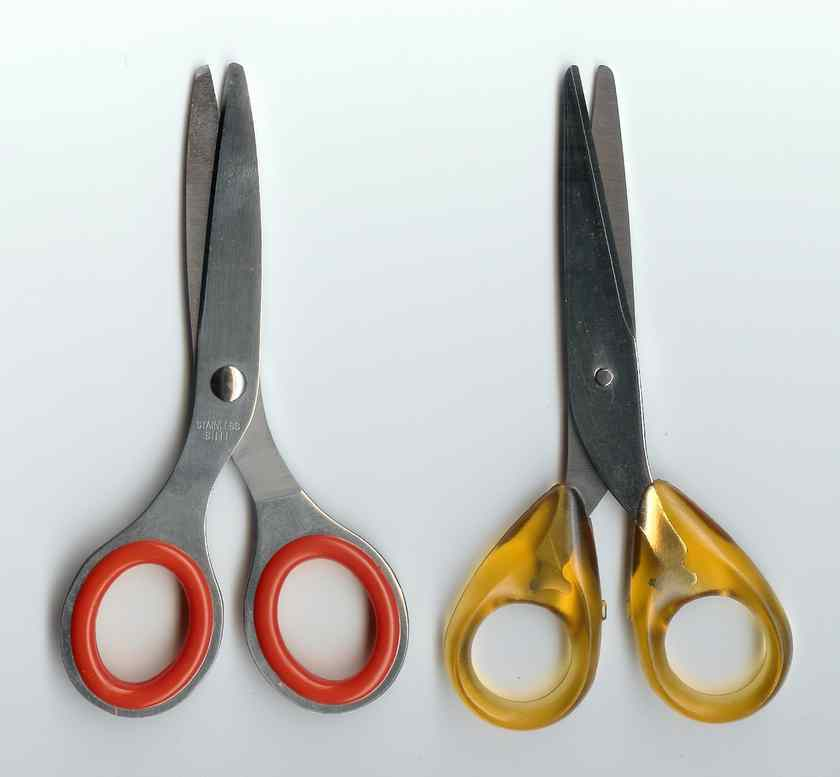
Два типа ножниц: справа — стандартные (для правшей), слева — предназначенные для использования левой рукой

Леворукие люди часто испытывают неудобства из-за преобладающих в обществе предметов, предназначенных для правшей (использования правой рукой). Многие инструменты и устройства разработаны с расчётом на удобство использования именно правой рукой. Например, ножницы устроены таким образом, чтобы линия разреза была видна человеку, держащему их в правой руке, хотя в таком случае она окажется скрытой для пользователя-левши. Кроме того, ручки часто штампуются в сторону, обратную для левши, следовательно, ему их неудобно держать, и частое применение таких ножниц может привести к серьёзному дискомфорту.
На некоторых рабочих местах, оборудованных компьютером, мышь может быть расположена только с правой стороны, делая неудобным её использование для левшей. В то же время назначение левой и правой кнопок мыши может быть изменено для удобства левшей.
Кухонные ножи европейского стиля являются симметричными, в то время как некоторые японские кухонные ножи имеют усечённое асимметричное лезвие; модели для левшей редки, и обычно их необходимо специально заказывать.
На ножах якутского типа дол расположен ассиметрично, модели для левшей также редки.
Пользование складным ножом для правши неудобно левой рукой. Расположение клипсы обычно удобнее для ношения на правом кармане, а шпенька или кнопки для открытия — для пальцев правой руки. Существуют модели, где можно переставить клипсу и двусторонними элементами для открывания.
Нехватка инструментов и механизмов, предназначенных для левшей, на множестве рабочих мест не только создаёт неудобства в использовании, но и фактически может привести к опасным последствиям.
Ребёнку-левше трудно научиться писать, если преподаватель отказывается научить ученика правильному и лёгкому для него способу письма. Это происходит потому, что считается, что письмо левой рукой является зеркальным отображением письма правой рукой, что делает ещё более трудным и запутанным процесс обучения письму. В результате большинство левшей во время письма изгибают руку вокруг ручки таким образом, чтобы наклон бумаги имел тот же самый угол, что и у правшей, вместо того, чтобы просто наклонить бумагу в противоположную сторону. Как только эта привычка сформирована, её трудно разрушить. Такое выгибание кисти приводит к тому, что руку, располагающуюся позади написанных символов, необходимо поднимать над строкой письма, что приводит к ещё большим неудобствам. Когда левая рука расположена правильно, то она находится ниже строки письма, точно так же, как и у правшей.
Множество компаний из благих намерений изготовили товары, подходящие для левшей, но они всё ещё не в состоянии восполнить их потребности. Например, много компаний производят нелепые «ножницы для левшей», просто зеркально отражая ручки ножниц, делая тем самым удобный захват для левши. Однако на ножницах, для того, чтобы ими действительно могли пользоваться левши, лезвия также должны быть зеркально перевёрнутыми, иначе левша выполняет «слепой разрез», потому что само лезвие закрывает человеку вид на разрезаемый объект.

## Леворукость и умственное развитие
Некоторые исследования показывают небольшую положительную корреляцию между леворукостью и техническим потенциалом/умом.
Крис МакМанус в своей книге утверждает, что пропорция левшей повышается и что люди-левши, как группа, исторически имеют более высокую долю (выше среднего) преуспевающих учеников. Он говорит, что умственные способности левшей структурированы по-другому и имеют расширенный диапазон способностей, и что гены, которые определяют леворукость, также управляют развитием речевых центров мозга.
Исследование, проведённое в 1970-х годах в Великобритании, выявило, что приблизительно 11 % мужчин и женщин в возрасте 15-24 являлись левшами, по сравнению с только 3 % в возрастной категории между 55 и 64 годами. МакМанус рассматривает множество факторов, которые могут привести к такому увеличению:
- К левшам очень предвзято относились в течение XVIII и XIX столетий и это очень часто «сбивало» людей.
- Во взрослой жизни левши чаще избегают общества, что приводит к меньшему количеству браков и рождения детей.
- Поскольку дискриминация уменьшалась в XX столетии, количество естественных левшей, которые остались левшами в жизни, увеличилось.

МакМанус говорит, что данное увеличение могло привести к соответствующему умственному прогрессу и скачку в количестве математических, спортивных и артистических гениев.
В 2006 году исследователи из Лафейетского Колледжа (англ. Lafayette College) и Университета Джонса Хопкинса пришли к заключению о том, что среди тех, кто окончил колледж, мужчины-левши на 15 % богаче мужчин-правшей, а среди получивших высшее образование мужчины-левши богаче на 26 %. Различие заработной платы всё ещё необъяснимо и не имеет установленного уровня среди женщин.
Кроме возможных преимуществ более высокого умственного развития, левша может также получить другие выгоды, такие как:
преимущество в рукопашном бою: Левша имеет фактор «неожиданности» в бою, так как немногие бойцы тренировались в достаточной степени с соперниками-левшами. Фехтовальщики особо часто не готовы к необычным углам атаки, используемым соперниками-левшами. Обычно левшам так же трудно сражаться с левшами, так как они в основном тренировались против правшей.

## Левосторонний мир

### Мир людей
Исследования показывают, что люди, имеющие левую ведущую руку, не обязательно являются «левосторонними» в отношении других частей тела, часть леворуких людей имеет тенденцию быть «правосторонними». Также установлено, что люди имеют преобладающие органы тела, такие как глаз, нога и ухо.

### Скейтбординг
В скейтбординге райдер находится в стойке боком, из-за чего ноги принято делить на заднюю и переднюю. Задняя нога выполняет больше функций, с помощью неё, скейтер отталкивается от земли и «щёлкает» доской (резким ударом по хвосту доски заставляет её подпрыгнуть), передней — выравнивает доску в параллельное земле положение после «щелчка» при прыжке (Ollie), или закручивает ей доску при исполнении флип-трюков (Kickflip, Heelflip) (при выполнении флип-трюков включающих Shove-it’ы (вращения доски параллельно земле, где колёса не перестают «смотреть» на землю) (360 Flip, Varial Heelflip, Varial Kickflip, Hardflip) или прыжках требующих разворота тела вместе с доской (180 Ollie, 180 Kickflip, Bigspin)- задняя нога так же закручивает доску).
Существует две стойки: Регуляр (англ. Regular) при которой передняя нога — левая, а задняя — правая, и Гуфи (англ. Goofy) где соответственно передняя — правая, а задняя — левая. Вне зависимости от того, какая рука скейтера является ведущей и названия стоек, количество скейтеров использующих эти стойки 50 на 50.

### Теории человеческого мышления
Существует много теорий о том, что леворукость связана со способом человека думать (со «складом, характером мышления»). Одна теория делит лево- и праворуких мыслителей на два лагеря: одновременно-визуальный и линейно-последовательный.
Согласно этой теории, праворукие люди в процессе мышления обрабатывают информацию, используя «линейный последовательный» метод, в котором мысль должна быть полностью обдумана прежде, чем можно будет перейти к следующей мысли.
Левши обрабатывают информацию, используя «визуальный одновременный» метод, в котором несколько мыслей могут быть обработаны одновременно. Рассмотрим это на следующем примере: имеется тысяча жёлтых теннисных мячиков и один красный. Праворукий человек, использующий линейно-последовательный стиль обработки, будет смотреть на каждый из мячиков по очереди, пока не найдёт красный. Человек-левша высыпал бы их и одновременно смотрел на все мячики, чтобы найти красный. Побочным эффектом отличающихся между собой способов обработки является то, что праворукие люди должны закончить одну задачу, прежде чем начинать следующую. Левши, в свою очередь, способны быстро и эффективно переключаться на разные задачи. Это предполагает, что люди, являющиеся левшами, имеют превосходные навыки при выполнении мультизадач.
Праворукие люди обрабатывают информацию, используя «анализ» — метод решения проблемы, который требует разделить её на составляющие и проанализировать каждую часть отдельно. В отличие от этого, левши обрабатывают информацию, используя «синтез» — смотря на целое и пытаясь использовать соответствие образцам, чтобы решить задачу.
Гипотеза о том, что люди-левши предрасположены к визуальному мышлению, была подтверждена разнообразными исследованиями. В книге, изданной в 2004 году, «Мозг, работающий немного иначе» (англ. Brains that work a little bit differently) исследователи Аллен Д. Брагдон (англ. Allen D. Bragdon) и Дэвид Гамон (англ. David Gamon) кратко описали часть текущего исследования относительно преобладающей руки и её значения. Исследователи «преобладающей руки» Корен и Клэр Порак (англ. Coren and Clare Porac) показали, что студенты университета, являющиеся левшами, наиболее вероятно специализируются на «визуальных» дисциплинах. Другой пример показывает, что среди 103 студентов отделения искусств 48 студентов были леворукими или амбидекстрами.

## Причины преобладания праворукости
Сегодня не существует единой теории, объясняющей причины преобладания праворукости. Так, например, французский физиолог Ксавье Биша связывает праворукость с методами ведения боя. Исходя из того, что сердце человека находится в левой части груди, воин старался прикрывать левую (более уязвимую) часть груди щитом, а правой рукой наносить удары копьём или мечом. Ряд исследователей[кто?] склонен усматривать причины праворукости в том, что правая рука играла определённую роль в древних космогенических (гелиотропных) культах.

## Биологический смысл
Человек, одинаково хорошо владеющий
обеими руками, называется амбидекстром.
Прежде полагали, что праворукость — привычка пользоваться правой рукой является результатом воспитания ребёнка, так как при обычном ношении его на левой стороне, остаётся свободной правая рука, которая поэтому развивается сильнее. В настоящее время принято считать, что в силу наследственности у правшей сильнее развита левая половина головного мозга, соответственно чему более развита правая рука; при обратных условиях, то есть при более сильном развитии правого полушария мозга, сильнее развита левая рука. Из этого очевидно, что подобное состояние (предпочтительное использование левой руки, а не правой) нужно считать врождённой, а не приобретённой особенностью.
Термины «левша» и «правша» применимы не только к людям, но и к животным, где обозначают особей, предпочитающих пользоваться левой (передней) или правой (передней) лапой соответственно. У разных живых существ доля правшей и левшей среди особей одного вида может сильно различаться. Так, среди кошек большинство — правши, среди мышей 44 % правшей, 28 % левшей, а остальные — амбидекстры, зато все белые медведи − левши. Даже среди «родственников» человека — шимпанзе — отношение левшей и правшей отличается от существующего у людей. Например, в дикой природе около двух третей шимпанзе являются левшами. В неволе большинство приматов — правши; возможно, это объясняется вынужденным общением с людьми, которые в большинстве своём правши.
В 1984 году ЮНЕСКО ввела праздник — День Левшей — 13 августа.

## Переносный смысл
В переносном смысле в русском языке «левша» означает «умелец; мастер». Это значение произошло из повести Николая Семёновича Лескова (сам писатель также был левшой) «Левша» (полное название «Сказ о тульском косом Левше и о стальной блохе»), вышедшей в 1881 году. Повесть рассказывает о мастере-левше из Тулы, который поразил всех тем, что подручными средствами подковал английскую механическую игрушку, сделанную в натуральную величину блоху, танцующую при заводе пружины ключиком. Левша блоху подковал, но танцевать она из-за тяжести подков перестала. Согласно сказу, подковы для блохи изготовили ученики Левши, а сам он — подковные гвозди и монограммы на них.